# Bloqueo (animación)
El bloqueo es una técnica de animación en la que se crean poses clave para establecer el tiempo y la ubicación de los personajes y accesorios en una escena o toma determinada. Esta técnica se usa más comúnmente en la animación por computadora en 3D, donde a veces se la denomina animación escalonada.
El bloqueo suele ser el primer paso en el estilo de animación de pose a pose, a diferencia del estilo de animación directo (aunque a veces también desempeña un papel en el estilo directo). Las poses de bloqueo no son necesariamente y exclusivamente fotogramas clave. Las poses bloqueadas también pueden incluir importantes puntos intermedios, extremos y desgloses necesarios para establecer el flujo y el tiempo de una toma en particular.
En 3D, las curvas de animación de una toma bloqueada a menudo se crean utilizando tangencias "escalonadas" o "cuadradas", lo que no proporciona interpolación entre las poses de animación. Esto permite al animador ver las poses de la animación sin ninguna interpolación automática extraña y/o involuntaria. Si bien esto a veces es problemático debido al bloqueo del cardán, ver las poses de esta manera le permite al animador ajustar el tiempo de una animación rápidamente, sin la distracción de la interpolación automática del software. En algunos casos, la interpolación en la animación 3D se evita por completo para crear la ilusión de animación 2D con modelos 3D. Ejemplos de esto ocurren en la película animada Spider-Man: Into the Spider-Verse y en el juego, Guilty Gear Xrd.